# Dähler Born

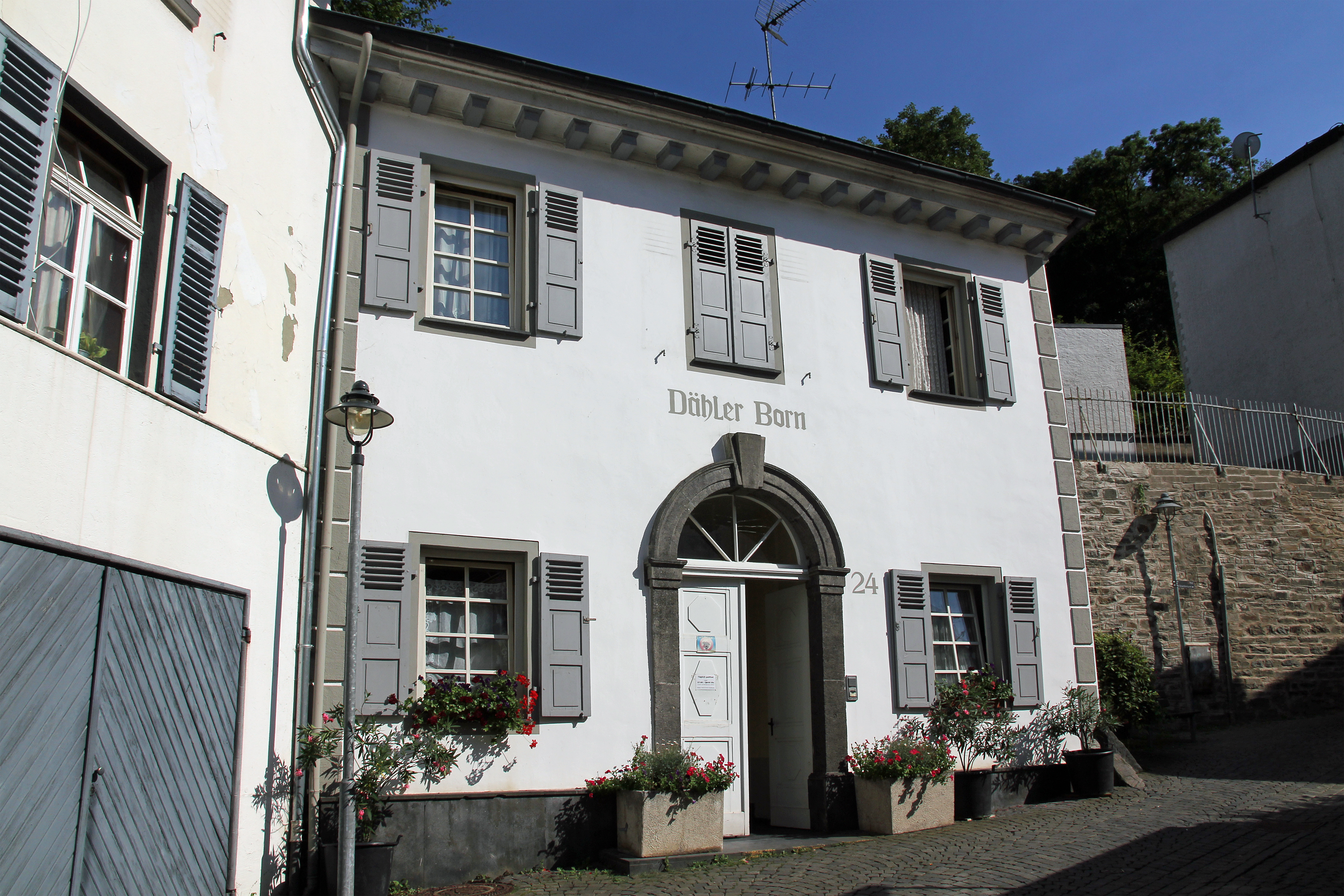
Der Dähler Born in Koblenz-Ehrenbreitstein

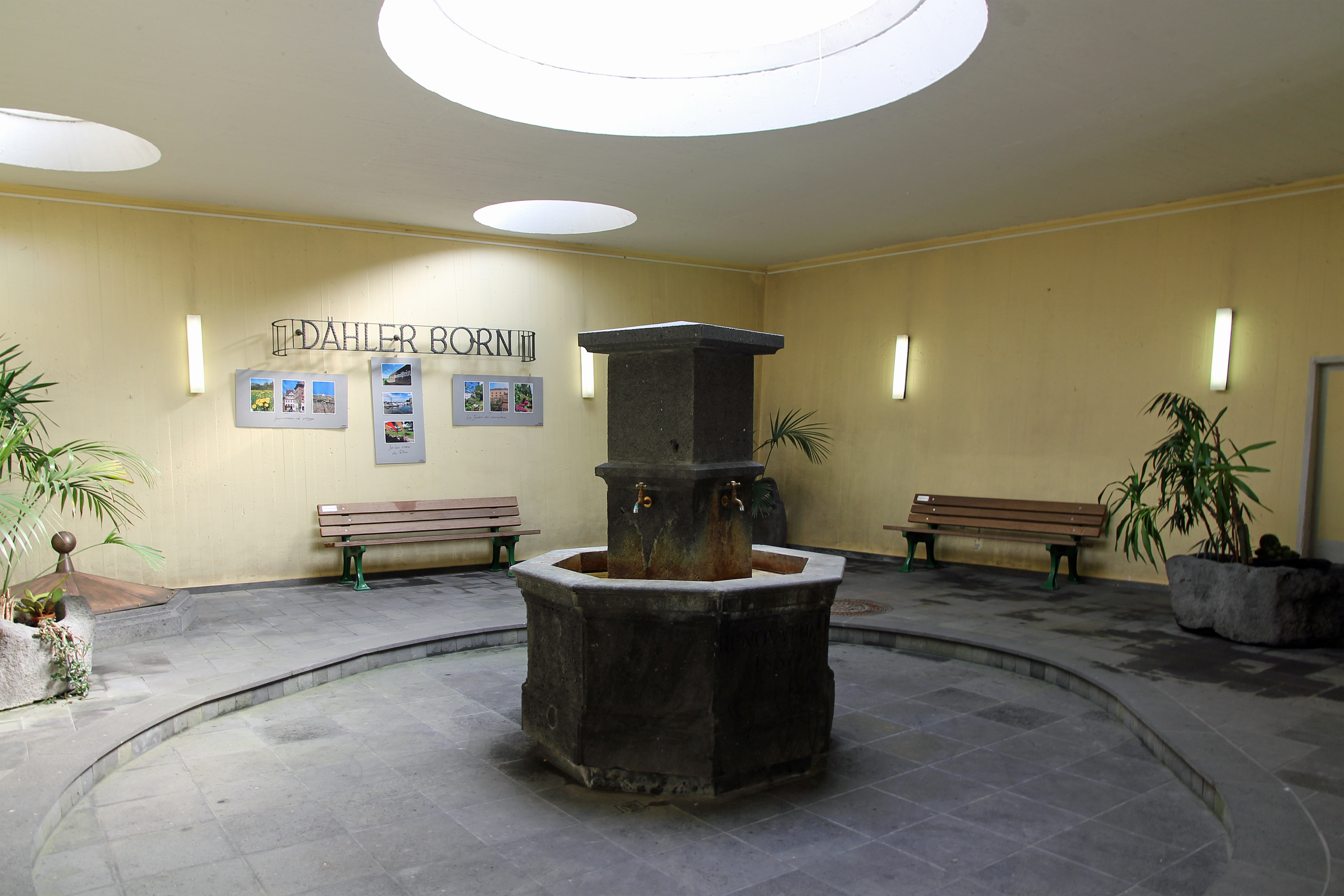
Innenraum des Dähler Borns

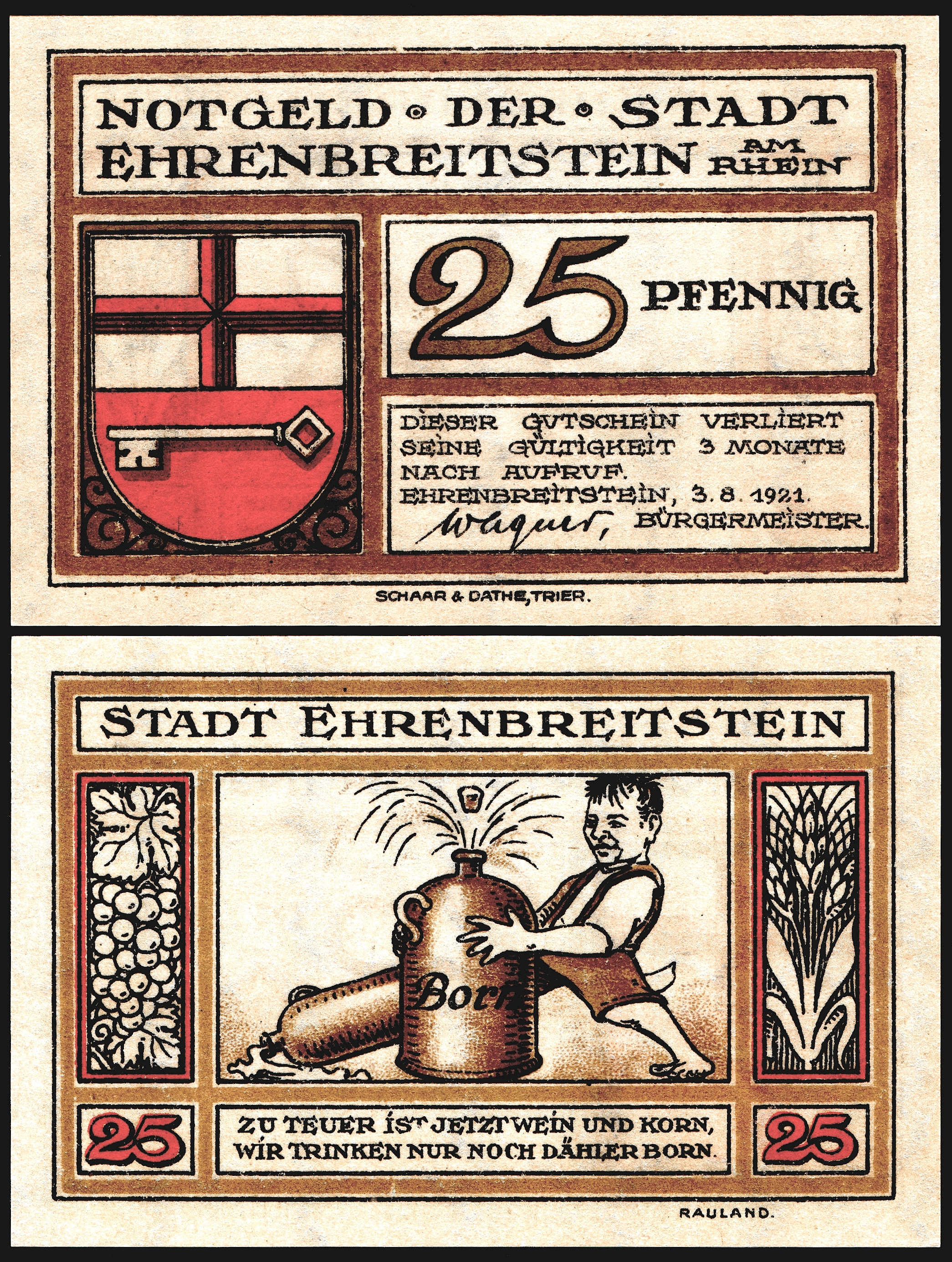
Notgeldschein von 1921 mit Werbung für Dähler Born

Der Dähler Born (Quelle im Tal) ist ein Brunnenhaus für eine Sauerwasserquelle in Koblenz. Bei dem Wasser der Quelle im Stadtteil Ehrenbreitstein handelt es sich um ein Na-Mg-Ca-HCO3-Säuerling.

## Geschichte
Der Dähler Born wurde erstmals 1327 unter dem Namen „Schwalborn“ in Ehrenbreitstein urkundlich erwähnt. Der Schreiber Jakob Theodor berichtete 1584 über den Dähler Born, dass sein Wasser bei den Menschen sehr geschätzt und es in Krügen abgefüllt nach Koblenz geliefert wurde. Im 19. Jahrhundert war die Sauerwasserquelle wegen ihrer Heilwirkung sehr geschätzt. Bis in die 1930er Jahre wurde das Wasser in Tonkrügen abgefüllt und mit Wagen nach Koblenz geliefert.
Das heutige Brunnenhaus wurde um 1820 erbaut und war wohl zur Zeit des Baus der preußischen Festung Ehrenbreitstein eine gute Einnahmequelle für die Stadt Ehrenbreitstein, die die Quelle verpachtete. In dieser Zeit versuchte man auch erfolglos, durch Bohrungen Thermalquellen in Ehrenbreitstein zu erschließen. Das Brunnenhaus wurde in den Jahren 1837, 1882/83, 1967/68 und 1994/95 renoviert.

## Bau
Das zweigeschossige Brunnenwärterhaus hat in der Mitte des Erdgeschosses einen rundbogigen Durchgang zur Brunnenstube dahinter. Der klassizistische Putzbau ist an den Seiten mit aufgeputzten gequaderten Ecklisenen versehen, darüber das Schieferdach auf einem konsolengetragenen Kranzgesims. Ursprünglich war das gesamte Erdgeschoss gequadert, einige Details des Gebäudes lassen vermuten, dass der Entwurf von einem am Festungsbau beschäftigten Handwerker oder Baumeister stammt.
Die Brunnenstube wurde 1967 aus Sichtbeton mit Oberlichtern erstellt. In der hinteren linken Ecke unter einer Kupferabdeckung liegt die Quelle in neuerer Fassung. In der Mitte des Raums steht ein alter achteckiger Brunnentrog mit einem neuen quadratischen Brunnenstock, beide aus Basaltlava gefertigt, an dem vier Wasserhähne angebracht sind. An den Seiten des alten Brunnentrogs sind das Entstehungsjahr 1719 und die Renovierungsjahre 1837, 1967 und 1994 eingemeißelt.

## Denkmalschutz
Der Dähler Born ist ein geschütztes Kulturdenkmal nach dem Denkmalschutzgesetz (DSchG) und in der Denkmalliste des Landes Rheinland-Pfalz eingetragen. Er liegt in Koblenz-Ehrenbreitstein im Obertal 24.
Seit 2002 ist der Dähler Born Teil des UNESCO-Welterbes Oberes Mittelrheintal.